# کی‌ان ۲
کی‌ان ۲ (روسی: оперативно-тактический ракетный комплекс (ОТР) «Точка») یک موشک کوتاه برد شوروی است که در ناتو با نام SS-21 Scarab شناخته می‌شود.

## کاربران

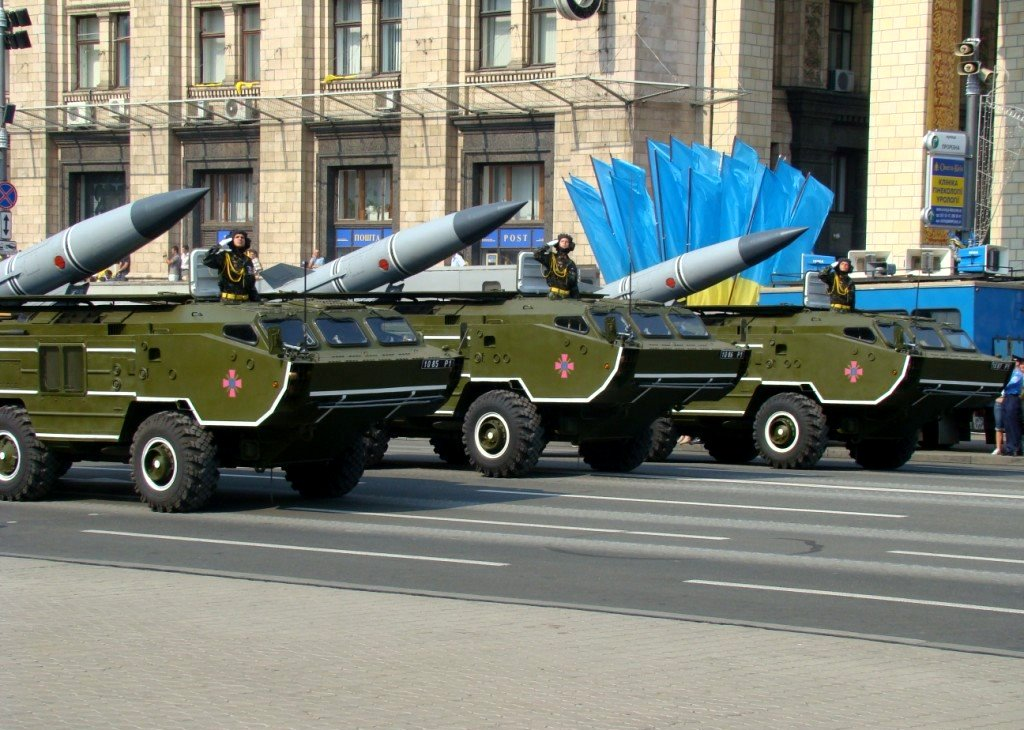
موشک OTR-21 توچکا ارتش اوکراین در رژه روز استقلال در کیف

ارمنستان
 جمهوری آذربایجان
 بلاروس
 بلغارستان
 قزاقستان
 روسیه
 اوکراین

## کاربران سابق
سوریه
 یمن
 کره شمالی
 جمهوری چک
 آلمان شرقی
 لهستان
 اسلواکی
 شوروی